# Joseph Chau Ngoc Tri

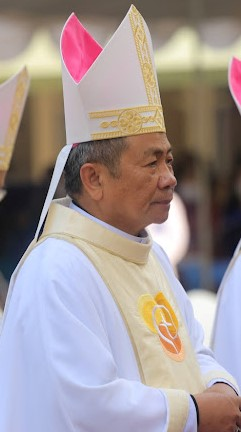
Joseph Chau Ngoc Tri (2021)

Joseph Chau Ngoc Tri (vietnamesisch: Giuse Châu Ngọc Tri; * 12. September 1956 in Đà Nẵng) ist ein vietnamesischer Geistlicher und römisch-katholischer Bischof von Lạng Sơn und Cao Bằng.

## Leben
Der Bischof von Đà Nẵng, François Xavier Nguyên Quang Sách, weihte ihn am 21. November 1989 zum Priester.
Papst Benedikt XVI. ernannte ihn am 13. Mai 2006 zum Bischof von Đà Nẵng. Die Bischofsweihe spendete ihm der Altbischof von Đà Nẵng, Paul Nguyên Binh Tinh PSS, am 4. August desselben Jahres; Mitkonsekratoren waren Etienne Nguyên Nhu Thê, Erzbischof von Huế, und Antoine Vu Huy Chuong, Bischof von Hưng Hóa. Als Wahlspruch wählte er Trời Mới Đất Mới.
Papst Franziskus ernannte ihn am 12. März 2016 zum Bischof von Lạng Sơn und Cao Bằng.
Papst Leo XIV. ernannte ihn am 3. Juli 2025 zum Mitglied des Dikasteriums für den Interreligiösen Dialog.